# علم النفس التحرري
علم النفس التحرري أو علم النفس الاجتماعي التحرري هو مقاربة لعلم النفس تهدف لفهم نفسية المجتمعات الفقيرة والمضطهَدة من خلال المواجهة الفعليّة والتصوّرية للبنية الاجتماعية السياسية المضطهِدة التي توجد فيها. تتضمن المفاهيم الأساسية لعلم النفس التحرري: التوعية النقدية، وانتقاد الواقع، والواقع اللامؤدلج، والتوجه الاجتماعي المتماسك، والخيار التفضيلي للأغلبيات المضطهدَة، والانتخابية المنهجية.

## التاريخ

### الظهور
ظهرت الأفكار الأساسية لعلم النفس التحرري في أمريكا اللاتينية في سبعينيات القرن العشرين استجابةً لانتقادات علم النفس التقليدي وخاصة علم النفس الاجتماعي. انتقِد علم النفس بسبب حياديته القيمية، وإصراره على الشمولية ولا علاقيته المجتمعية.
1. رؤية العلم على أنه حيادي – اعتبرت فكرة أن العلم مجرد من العناصر الأخلاقية على أنها إطار معيب.
2. الإصرار على الشمولية – كانت النظريات النفسية تُنتَج اعتماداً على الأبحاث التي تجرى بصورة أساسية على الذكور البيض من الطبقة المتوسطة غير المتخرجين. شكك التحرريين بفكرة أن هذه المفاهيم كانت شاملة وبالتالي قابلة للتطبيق على جميع الأفراد دون أخذ العوامل السياقية بعين الاعتبار.
3. اللاعلاقية المجتمعية – نُظِر إلى علم النفس على أنه كان يفشل في توليد المعرفة القادرة على معالجة التفاوتات الاجتماعية.

رداً على هذا الانتقاد، سعى علماء النفس لخلق علم نفس يعالج التفاوتات الاجتماعية من حيث النظرية والتطبيق العملي. من المهم ملاحظة أن علم النفس التحرري ليس منطقة من علم النفس مشابهةً لعلم النفس السريري أو التنموي أو الاجتماعي. ولكنه أكثر شبهاً بإطار يهدف لإعادة هيكلة علم النفس مع أخذ منظور المضطهَد بعين الاعتبار (من كتاب «المتحدث الجديد» لمارتين-بارو) كي يوقف الاختصاص تواطئه (غير المتعمد) مع الهيكليات التي تسبب استمرار السيطرة والاضطهاد والتفاوت. عموماً، لن يطلق الناس الذين يستخدمون هذا الإطار على أنفسهم لقب «علماء نفس تحرريين» رغم أن هذا المصطلح يستخدم أحيانًا للإشارة إليهم.
قد يعود الظهور المطبوع الأول لمصطلح «علم النفس التحرري» إلى عام 1976. بعد ذلك شاع استخدامه بفضل إغناسيو مارتين بارو. طور عدد من علماء النفس الاجتماعيين الآخرين في أمريكا اللاتينية هذه المقاربة وشجعوها بما فيهم مارتيزا مونتيرو (فنزويلا) وإغناسيو دوبليس (كوستاريكا) وبيرناردو خيمينز دومينيغيز(كولومبيا/ المكسيك) وجورجي ماريو فلوريس (المكسيك) وإدغار باريرو (كولومبيا) وراكيل غوزو (البرازيل) وآخرون.

### المؤسس
بدأ علم النفس التحرري بين مجموعة من علماء النفس في أمريكا اللاتينية في سبعينيات القرن العشرين. يعتبر إغناسيو مارتين بارو هو مؤسس علم النفس التحرري ومن ثم تابع آخرون تطويره.
مارتين بارو هو قسيس يسوعي إسباني الولادة وهو عالم نفس كرّس عمله لمعالجة احتياجات المجموعات المضطهَدة في أمريكا اللاتينية واغتيل في النهاية كنتيجة لعمله. وبذلك أنهي مشروعه بتكوين علم نفس متعلق بالأغلبيات المضطهدّة في القارة الأمريكية مبكراً.  تعتبر مجموعة «كتابات نحو علم نفس تحرري»، الحاوية على مجموعة من بعض مقالاته، نصاً مؤثِراً في المجال يناقش دور علم النفس في التحويل الاجتماعي. لا تزال معظم أعماله غير مترجمة إلى اللغة الإنكليزية. نُشِر كتاباه المدرسيان الأساسيان وكتاب «علم النفس الاجتماعي من أمريكا المركزية» وكتبه الأخرى من قبل ناشر جامعي صغير في السلفادور مما أدى إلى عدم اكتساب عمق وسعة أعماله شهرة كبيرة حتى في أمريكا اللاتينية.

## مفاهيم أساسية
تتضمن المفاهيم الأساسية لعلم النفس التحرري: التوعية النقدية، وانتقاد الواقع، واللاأدلجة، والتوجه الاجتماعي، والخيار التفضيلي للأغلبيات المضطهدَة، والانتخابية المنهجية.

### التوعية النقدية
الترابط الداخلي بين تجربة الشخص والبنية الاجتماعية السياسية هو عقيدة أساسية لعلم النفس التحرري ويشار إليه بمصطلح التوعية النقدية الذي أتى به المُعلِّم البرازيلي باولو فريري، ويُترجَم تقريبًا بأنه رفع الوعي السياسي الاجتماعي. يصبح الناس في هذه العملية أكثر وعياً بأنفسهم وحيواتهم بالصورة التي ينسجها الواقع الاجتماعي للاضطهاد، التي يتم فهمها بنيويًا، فيصبحون بالتالي ممثلين اجتماعيين. إنهم يتغيرون عندما يبدؤون في التصرف وفق ظروفهم الاجتماعية. يعتبر فهم هذا الترابط ذو أهمية كبيرة لفهم تجارب ونفسية الشعوب المضطهدة، وبنية السلطة التي يخضعون لها والطرق التي يتجلى فيها هذا الخضوع في سلوكهم وأمراضهم النفسية. 